# Бухарська Соціалістична Радянська Республіка
Бухарська Соціалістична Радянська Республіка, скорочено Бухарська СРР або БСРР — держава-наступник Бухарської Народної Радянської Республіки (БНРР), яка існувала лише 40 днів. Столицею і найбільшим містом держави була Бухара, звідки й походить назва самої республіки. Інші найбільші міста республіки: Карші, Термез, Чарджуй, Куляб, Душанбе і Шахрисабз.

## Географія
На північному заході межувала з Хорезмською Соціалістичною Радянською Республікою, на заході — з Закаспійською областю Туркестанської АРСР, на півдні — з Еміратом Афганістан (через річки Амудар'я і Пяндж), на сході — з Ферганською областю Туркестанської АРСР, а на півночі — з Самаркандською і Сирдар'їнською областями Туркестанської АРСР. Туркестанська АРСР входила до складу РРФСР.

## Державний устрій
Керівною партією в республіці була Бухарська комуністична партія. Республіка мала власні збройні сили — Бухарську Червону армію. Бухарська НРР була перетворена на Бухарську СРР у ході 5-го та останнього Всебухарського з'їзду Рад 19 вересня 1924 року. Того ж дня було оголошено про входження Бухарської СРР до складу СРСР на правах союзної республіки. В кінці жовтня того ж року в СРСР почалося національно-територіальне розмежування, і 27 жовтня Бухарську СРР було скасовано, а її територію поділено між новоутвореними республіками за національною ознакою — Узбецькою РСР (86 % території Бухарської РСР, з яких 41 % у Таджицькій АРСР (у складі Узбецької РСР)) і Туркменською РСР (14 %).

## Економіка
У республіці мали обіг бухарський рубль, рубль РРФСР (Совзнаки), рубль СРСР, а також бухарська таньга. Основу економіки республіки становило сільське господарство (переважно вирощування овочів і фруктів, бавовни і пшениці), тваринництво (зокрема каракулівництво), шовківництво, рибальство (на річці Амудар'я і озерах республіки), а також народні промисли і ремесла, такі як килимарство, виробництво керамічного посуду і виробів. Економіка республіки була тісно пов'язана з економікою Туркестанської АРСР, яка входила до складу РРФСР.

## Населення
Офіційними мовами Бухарської СРР були узбецька, перська (таджицька) і російська. Бухарська СРР як і Бухарська НСР була світською державою, але більшість населення були мусульманами, переважно мусульманами-сунітами, меншою мірою мусульманами-шиїтами та ісмаїлітами. Також частина населення сповідували християнство (здебільшого православ'я), а також юдаїзм і зороастризм.
У республіці проживало близько 2,5 млн осіб. Основну частину населення становили узбеки і таджики. Також у значній кількості проживали туркмени, памірські народи, середньоазійські іранці і середньоазійські (бухарські) євреї, а також росіяни, середньоазійські араби, татари, українці і киргизи.